# Lijsterbesdansvlieg
De lijsterbesdansvlieg (Empis picipes) is een vlieg uit de familie van de dansvliegen (Empididae). De wetenschappelijke naam van de soort werd in 1804 gepubliceerd door Johann Wilhelm Meigen.